# نايف جابر الأحمد الصباح
الشيخ نايف جابر الأحمد الصباح (1951 - 11 ديسمبر 2013)؛ ثالث أبناء أمير دولة الكويت الثالث عشر الشيخ جابر الأحمد الصباح، هو ضابط طيار بسلاح الجو الكويتي تقاعد وتفرغ لأعمال التجارة، وترأس النادي العربي ما بين عامي 1981 و 1983.

## أسرته
من زوجاته:
- نادية سالم العلي الصباح.
- يسرى مالك المشاري.
- منى ناصر الجعمي.

له من الأولاد:
- الشيخ راكان.
- الشيخة رشا.
- الشيخة ريم.
- الشيخ عذبي.
- الشيخ محمد.
- الشيخة بشاير.
- الشيخ أحمد.
- الشيخ فهد.
- الشيخ جابر.
- الشيخ صباح.
- الشيخة دانة.
- الشيخة نوف.
- الشيخة منى.

## وفاته
توفي الشيخ نايف الصباح في 11 ديسمبر 2013 عن عمر يناهز 62 عامًا.